# Izabela Nicoletti Leite
Izabela Nicoletti Leite (San Paolo, 9 agosto 1999) è una cestista brasiliana.

## Carriera
Con il Brasile ha disputato due edizioni dei Campionati americani (2015, 2017).